# Vladimír Tošovský
Vladimír Tošovský (* 17. října 1961 Praha) je český manažer a politik. Byl ministrem průmyslu a obchodu České republiky ve Fischerově vládě.

## Osobní život
Vystudoval Elektrotechnickou fakultu ČVUT v Praze se specializací na přenos a rozvod elektřiny. Poté absolvoval postgraduální studium na ČVUT.
V roce 1986 nastoupil do Středočeské energetické, a.s., kde vedl referát odboru řídící techniky a poté vystřídal další vedoucí pozice. V roce 2001 přešel do ČEZ, a.s. kde se stal ředitelem OJ ČEZ Trade. Roku 2005 nastoupil na pozici ředitele úseku trading ČEPS, a.s. (Česká energetická přenosová soustava), kde od roku 2006 působí na pozicích generálního ředitele a předsedy představenstva, stejně jako předseda dozorčí rady Svazu zaměstnavatelů v energetice.
Po pádu Topolánkovy vlády na jaře 2009 byl navržen ČSSD do pozice ministra průmyslu a obchodu ČR, kterým byl jmenován 8. května 2009.
Za návrh energetické koncepce zahrnující prolomení ekologických limitů těžby uhlí v severních Čechách zvítězil v anketě Ropák roku 2009.
Je rozvedený, má tři děti.